# Ġan Franġisk Abela

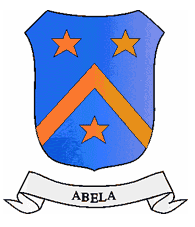
Blasón familiar

Giovanni Francesco/Ġan Franġisk Abela (La Valeta, 1582 – ibidem, 4 de mayo de 1655) fue un historiador y aqueólogo maltés. Procedente de una familia noble, es conocido por ser el autor de una importante obra sobre Malta: Della Descrittione di Malta isola nel Mare Siciliano: con le sue antichità

## Biografía
Era hijo de Marco Abela y Benarda Vella, cuyo bisabuelo era barón de Pietra Lunga y cuyos antepasados gobernaron Malta varias veces y fueron parte de la familia real española.
Fue capellán, auditor del Gran Maestre Antoine de Paule y vicecanciller de los Caballeros Hospitalarios. También es conocido por haber promovido el primer archivo notarial de Malta. 
Abela visitó los sitios arqueológicos de la isla e hizo algunas observaciones interesantes. Parece haber sido el primero en señalar que el antiguo templo de Hércules debería identificarse con los restos de la colina Tas-Silġ y no con los de Borġ in-Nadur. En Tas-Silg observó cimientos e hileras de piedras 'bien trabajadas y unidas', e identificó medallas o trozos de estatuas de ídolos.
A principios del siglo XVII, Abela transformó su casa de Marsa en un museo histórico, el primero de Malta. Los pocos hallazgos que se conservan están ahora en el Museo Nacional de Arqueología de Malta. 
Fue enterrado en la Capilla de Nuestra Señora de Filermo (ahora Capilla del Santísimo Sacramento) en la  Concatedral de San Juan.
Un colegio universitario de Msida lleva su nombre.